# Бідзіни
Бідзіни (пол. Bidziny) — село в Польщі, у гміні Войцеховиці Опатовського повіту Свентокшиського воєводства.
Населення — 755 осіб (2011).
У 1975-1998 роках село належало до Тарнобжезького воєводства.

## Демографія
Демографічна структура на день 31 березня 2011 року:
|          | Загалом | Допрацездатний вік | Працездатний вік | Постпрацездатний вік |
| -------- | ------- | ------------------ | ---------------- | -------------------- |
| Чоловіки | 379     | 56                 | 276              | 47                   |
| Жінки    | 376     | 63                 | 219              | 94                   |
| Разом    | 755     | 119                | 495              | 141                  |